# Tom Reece
Thomas „Tom“ Reece (* 12. August 1873 in Oldham, Lancashire; † 26. Oktober 1953 in Sussex) war ein englischer Billardspieler, Schwimmer und Sachbuchautor. Insbesondere im English Billiards erfolgreich, wurde er in dieser Disziplin sechsmal Vize-Weltmeister. Zudem spielte er das höchste Break der English-Billiards-Geschichte.

## Karriere

### Anfänge
Reece wurde 1873 im nordenglischen Oldham als Sohn eines Schuhmachers aus Worcestershire geboren. Von daher trat er als Billardspieler für England an, obwohl sich auch die Angabe „Wales“ finden lässt. Als Kind interessierte er sich vor allem für den Schwimmsport und war Mitglied eines lokalen Schwimmvereins. Später erzählte er, dass er das English Billiards nur für sich entdeckt habe, weil er auf dem Weg zu einem Schwimmbecken zufällig an einem Billardtisch vorbeigekommen sei. Mit 17 Jahren begann er English Billiards zu spielen. Der recht späte Beginn des aktiven Spielens ist bei English-Billiards-Spielern untypisch, insbesondere bei erfolgreichen Spielern.
Zunächst verdiente Reece sich als Marker bei Billardspielen ein Zubrot, später arbeitete er in einer Papiermühle. Derweil trainierte er weiter seine Fertigkeiten im English Billiards. Mit 22 Jahren schaffte er erstmals 100 Punkte in einer Aufnahme, mit 27 Jahren erstmals 500 Punkte. Zu seinen ersten großen Partien gehörte ein Spiel anlässlich der Rückkehr der City of London Imperial Volunteers aus dem Zweiten Burenkrieg. Durch den Betrieb auf den Straßen in London kam er zum Spiel zwei Stunden zu spät.

### Erste Erfolge im English Billiards und Nebentätigkeiten im Schwimmen
Bereits nach einigen Jahren gehörte Reece zu den besten English-Billiards-Spielern. Sein hauptsächlicher Rivale war Melbourne Inman.  In den Partien zwischen den beiden Spielern gelangen beiden Gegnern einige Male hohe Breaks. Während die Öffentlichkeit von einer freundschaftlichen Beziehung zwischen den beiden ausging, war in Wirklichkeit das Gegenteil der Fall. So spielten beide kurz nach der Jahrhundertwende um eine Trophäe mit der Bezeichnung Championship Cup, die Inman gewann. Anschließend wurde Inman durch Richard Webster, 1. Viscount Alverstone, die Trophäe verliehen. Letzterer war zu diesem Zeitpunkt Lord Chief Justice of England and Wales und hatte kurz vorher den Mörder Hawley Crippen zum Tod durch Hängen verurteilt. Reece empfahl Lord Alverstone kurz nach der Preisverleihung, anstelle von Crippen lieber Inman erhängen zu lassen, „wenn Sie soviel über Inman wüssten wie ich.“ Crippen solle lieber die Trophäe bekommen.
1904 setzte Reece sich das Ziel, den Ärmelkanal schwimmend zu überqueren. Im August reiste er von Manchester nach Dover, wo er als Tempomacher zwei Überquerungsversuche von Annette Kellerman und Thomas William Burgess in den Jahren 1904 und 1905 unterstützte. Später half er in der gleichen Funktion auch William Stearne und Lily Smith. Es gibt aber keine Belege dafür, dass Reece 1904/05 eine eigene Überquerung geplant hatte. Im Mai 1907 gab er bekannt, im Sommer die Überquerung selbst versuchen zu wollen, doch bereits eine Woche später gab er das Vorhaben auf. Im Januar 1907 hatte der English-Billiards-Spieler Walter Lovejoy die cradle cannon vorgestellt, eine neuartige Stoßtechnik, die eine andauernde Wiederholung desselben Stoßes und damit das Erzielen vieler Punkte ermöglichte. Dabei wurden zwei der drei Spielbälle in eine Position gebracht, in der sie sich vor einer Tasche verkeilten, und konnten dann beliebig oft mit dem dritten Ball vorsichtig touchiert werden, um Punkte zu machen.
Nach Lovejoys Vorstellung versuchten sich zahlreiche Spieler an neuen Rekorden für die höchste Punktzahl eines Breaks, darunter auch Reece. Im Zuge dieses Wettstreits wurde Reece zu einer Partie gegen Joe Chapman in London im Sommer 1907 eingeladen. Ziel war es, wieder einen neuen Rekord aufzustellen. Das glückte Reece, als er vom Spielbeginn an über fünf Wochen hinweg 499.135 Punkte mit einer Aufnahme erzielte. Die Aufnahme endete am 6. Juli 1907, es war das höchste Break im English Billiards aller Zeiten. Insgesamt brauchte Reece 85 Stunden und 49 Minuten für sein Break, erzielte also 97 Punkte pro Minute. Das Break wurde mehrfach für kleine Snookerspiele unterbrochen, um das Publikum und auch Joe Chapman bei Laune zu halten. Für den Bleacher Report ist es das „langweiligste Event der Sportgeschichte“. Laut Reece beobachtete ein Journalist des Sporting Life jede Minute des Breaks.
Trotzdem verweigerte der Weltverband die offizielle Anerkennung des Breaks mit der Begründung, es sei nicht dauerhaft mit Zeugen belegt. Diese Entscheidung war als ein Präzedenzfall gedacht: Ein einzelner Zeuge sollte für die Anerkennung nicht mehr ausreichen. Nach Ende seines Breaks wurde die Anzahl der direkt hintereinander möglichen Stöße dieser Stoßtechnik auf 25 Stück begrenzt, später sogar ganz verboten. Neben diesem Rekordbreak spielte Reece in den folgenden Jahren auch weitere Breaks mit Punktzahlen im oberen dreistelligen Bereich. Im August kehrte er noch einmal nach Dover zurück und unterstützte weitere Schwimmer als Tempomacher.

### Ausflüge zum Snooker und Vize-Weltmeister im English Billiards
Snooker war für Reece „ein großartiges Spiel für die Marine“ und „die Sorte von Spiel, die man in Cordhosen und Pantoffeln spielen“ könne. Ungeachtet dessen nahm er zwischen 1908 und 1911 jährlich am The American Tournament bzw. am Professional Tournament teil, das er trotz einiger guter Ergebnisse nie gewinnen konnte. 1911 gewann er ein anderes professionelles Snookerturnier in Australien. Etwa im selben Zeitraum hatte Reece auf einer Tournee neben Australien auch Neuseeland besucht. Eine weitere Tournee führte ihn nach Südafrika, wo er zumindest in Kapstadt Halt machte. Auf seinen Tourneen bestritt er auch einige Partien. In Australien verlor er gegen Frederick Lindrum, den älteren Bruder von Walter Lindrum.
Ab 1912 machte Reece vor allem im English Billiards auf sich aufmerksam. Von 1912 bis 1914 erreichte er jährlich das Finale der English-Billiards-Weltmeisterschaft, unterlag aber jedes Mal Melbourne Inman. Bei weiteren Finalteilnahmen in den Jahren 1921, 1924 und 1925 musste er sich jeweils Tom Newman geschlagen geben. Nach einer verlorenen Wette auf ein Pferderennen in Manchester wurde Reece 1926 für bankrott erklärt. Nur ein Jahr später spielte er im English Billiards noch ein Break von 1151 Punkten, nach offiziellen Regeln das höchste Break seiner Karriere. Auch in den folgenden Jahren blieb Reece einigermaßen aktiv, wobei er der älteste Profispieler jener Zeit war.

### Weiteres Leben
1928 veröffentlichte Reece, Lieblingsspieler des britischen Königs Georg VI., seine Autobiografie Cannons and Big Guns. Enthalten sind auch Nachdrucke einer Artikelserie mit Tipps für Amateure, die Reece vorher für die Sportzeitung The Sporting Life geschrieben hatte. In den 1920er Jahren veröffentlichte er des Weiteren eine Einführung ins Snooker. Bereits 1915 hatte er eine Einführung ins English Billiards verfasst. Zehn Jahre später gab Reece noch ein weiteres Buch über das English Billiards heraus, das Detailfragen in der Spieltechnik behandelte.
Nach Jahren wagte er noch ein Comeback am Billardtisch, als er sich für die Snookerweltmeisterschaft 1946 anmeldete. Der bereits 72-jährige Reece gab jedoch sein Best-of-31-Frames-Spiel gegen Kingsley Kennerley nach zehn Frames auf. Mit 80 Jahren starb Reece am 26. Oktober 1953 in Sussex an der Küste des Ärmelkanals. Während die Time als Sterbeort das kleine Lancing angibt, nennt ein gemeinsames Projekt des Dover District Council und des Dover Museum & Bronze Age Bot Gallery das benachbarte Worthing.

## Spielweise
Ein kurzer Dokumentarfilm über Reece von British Pathé besagt, dass er aktiv an der Weiterentwicklung der Stoßarten im English Billiards beteiligt gewesen sei und verschiedene neue Rekorde aufgestellt habe. Bekannt sei er vor allem für seine Cannons gewesen, aber auch für seine Masséstöße. Reece beherrschte außerdem eine Kombination beider Stoßarten. Diese sei zwar sehr schwierig, doch laut Riso Levi beherrschte Reece sie weitestgehend perfekt. Ebenso sei seine sehr feine Spielballkontrolle herausragend und ein wichtiger Bestandteil seiner Spielmethoden für den oberen Bereich des Billardtisches gewesen. Sein technisches Repertoire umfasste alle damaligen Techniken. Levi schrieb 1931, Reece sei perfekt für Spiele vor Zuschauern. Sein Spiel habe Charme und sei außerordentlich faszinierend. Seine Spielweise habe Ähnlichkeiten mit seiner Persönlichkeit, die sich durch Geselligkeit und „geistreiche Bemerkungen“ auszeichne. Clive Everton hob 1985 Reeces „temperamentvollen, artistischen“ und kontrollierenden Spielstil hervor.

## Erfolge
| Ausgang                    | Jahr | Turnier                              | Finalgegner     | Ergebnis    |
| -------------------------- | ---- | ------------------------------------ | --------------- | ----------- |
| English-Billiards-Turniere |      |                                      |                 |             |
| Zweiter                    | 1912 | English-Billiards-Weltmeisterschaft  | Melbourne Inman | 9675:18000  |
| Zweiter                    | 1913 | English-Billiards-Weltmeisterschaft  | Melbourne Inman | 16627:18000 |
| Zweiter                    | 1914 | English-Billiards-Weltmeisterschaft  | Melbourne Inman | 12826:18000 |
| Zweiter                    | 1919 | English-Billiards-Weltmeisterschaft  | Tom Newman      | 10744:16000 |
| Zweiter                    | 1924 | English-Billiards-Weltmeisterschaft  | Tom Newman      | 14845:16000 |
| Zweiter                    | 1925 | English-Billiards-Weltmeisterschaft  | Tom Newman      | 10092:16000 |
| Snookerturniere            |      |                                      |                 |             |
| Sieger                     | 1911 | Australian Professional Championship | Frank Smith     | 1179:908 1  |

## Veröffentlichungen
- Tom Reece, W. G. Clifford: Billiards. A. & C. Black, London 1915.
- Tom Reece: Snooker. (Veröffentlicht in den 1920ern, das genaue Datum ist aber – wie auch der Verlag und der Erscheinungsort – unbekannt.).
- Tom Reece: Dainty Billiards: How to Play the Close-Cannon Game. C. Arhur Pearson, London 1925.
- Tom Reece: Cannons and Big Guns. Hrsg.: H. Kingsley Long. Hutchinson & Co., London 1928.